# Ливо (Тренто)
Ливо (итал. Livo) је насеље у Италији у округу Тренто, региону Трентино-Јужни Тирол.
Према процени из 2011. у насељу је живело 231 становника. Насеље се налази на надморској висини од 737 м.

## Становништво
Према резултатима пописа становништва 2011. у општини је живело 887 становника.
| 1931. | 1936. | 1951. | 1961. | 1971. | 1981. | 1991. | 2001. | 2011. |
| ----- | ----- | ----- | ----- | ----- | ----- | ----- | ----- | ----- |
| 1.045 | 1.036 | 1.128 | 1.081 | 964   | 854   | 830   | 858   | 887   |